# Anaphalis aureopunctata
Anaphalis aureopunctata là một loài thực vật có hoa trong họ Cúc. Loài này được Lingelsh. & Borza mô tả khoa học đầu tiên năm 1914.